# Rhinocricus asper
Rhinocricus asper är en mångfotingart som beskrevs av Henri W. Brölemann. Rhinocricus asper ingår i släktet Rhinocricus och familjen Rhinocricidae. Inga underarter finns listade i Catalogue of Life.